# Zeitschrift für anorganische und allgemeine Chemie
Zeitschrift für anorganische und allgemeine Chemie, Журнал неорганічної та загальної хімії (скорочено Z. anorg. allg. Chem. (ZAAC) — щомісячний науковий журнал, німецького видавництва Wiley-VCH, перше видання якого вийшло в 1892 році і було засновано Ґергардом Крюссом як журнал з неорганічної хімії (видавець Леопольд Фосс). Статті, що публікуються, охоплюють галузі неорганічної хімії, хімії твердого тіла та координаційної хімії. Відповідно до Journal Citation Reports, імпакт-фактор журналу на 2021 рік становить 1,414, що ставить його на 44 місце серед 46 журналів у категорії «Хімія, неорганічна та ядерна хімія».

## Журнал
Головними редакторами є Томас Фесслер (ТУ Мюнхен, з 2015 року), Guodong Qian (Університет Чжецзяна), Девід Шешкевіц (Університет Саарланду, з 2022 року) та Крістіан Лімберг (Берлінський університет імені Гумбольдтів, з 2009 року).
Після ранньої смерті Крюсса в 1895 році редакторами були Ріхард Лоренц (1895—1929) і Фрідріх Вільгельм Кюстер. За ними слідував Вальтер Нернст, у часи якого була представлена сильніше електрохімія. У 1907 році Густав Таман (редактор з 1904 по 1938 рік) журнал був перейменована з Zeitschrift für anorganische Chemie у Zeitschrift für anorganische und allgemeine Chemie. Таман також зробив великий внесок у хімію твердого тіла та матеріалознавство. У той час і до 1920-х років статті іноземних вчених (журнал швидко завоював міжнародне визнання) ще перекладалися німецькою мовою (перша стаття англійською мовою з'явилася лише у 1953 році). Тоді також були також докладні інструкції до лекційних дослідів з неорганічної хімії.
Ґюнтер Рінеккер був головним редактором журналу протягом тривалого часу (від часу його відновлення у 1946 році до своєї смерті в 1989 році), і протягом цього часу йому вдалося зберегти його як загальнонімецький журнал. Його близьким соратником, а з 1990 року одним із редакторів був Вернер Ганке. Іншими редакторами були Ґергард Фріц (редактор 1981—1997) і Рудольф Гоппе (1981—1997), а також: Вільгельм Білц (1930—1943), Вільгельм Клемм (1939—1965), Едуард Цінтль (1939—1941), Отто Геніґшмід (1941/42), Р. Фріке (1942—1950), Вальтер Гібер (1942—1945), Ульріх Гофман (1942–45), Роберт Шварц (1942—1958), Йозеф Губо (1959—1980), Гаральд Шефер (1966). по 1980), Лотар Колдіц (1989/90), Вельф Бронгер (1997—2006), Курт Деніке (1997—2007) і Мартін Янсен (2007—2014).
Після падіння комунізму у 1990 році поряд з німецькою, англійська стала офіційною мовою публікацій журналу.
Видавцями журналу спочатку були Леопольд Восс (Гамбург/Лейпциг), з 1911 року Йоганн Амброзіус Барт (Лейпциг), з 1990 року Hüthig Verlagsgemeinschaft Heidelberg і з 1998 року Wiley-VCH.